# ヨハン・ベネディクト・リスティング
ヨハン・ベネディクト・リスティング（独: Johann Benedict Listing、1808年7月25日 - 1882年12月24日
）は、ドイツの数学者。

## 生い立ち
フランクフルト・アム・マインに生まれた。8歳から Musterschule で基礎教育を受け、1825年から5年間をギムナジウムで過ごした。芸術においても優れた才能を示し、ギムナジウムでは数学や建築学を学んだ。
1830年にゲッティンゲン大学に入学し、ガウスに師事した。1834年に大学を卒業し、1839年にヴィルヘルム・ヴェーバーの物理学教授の後任を務めた。
ゲッティンゲン大学に在籍した間、同じくガウスの門下生であったヴォルフガンク・ザルトリウス・フォン・ヴァルタースハウゼンのシチリアへの旅行に同行し、エトナ山の火山活動を調査した。
末娘アンナ（Anna）の娘アンナ・エアリーはイングランドの戦争画家。

## 仕事
1847年に発表された論文 Vorstudien zur Topologie で、それまで使われていた geometria situs（あるいは Analysis situs）という語の代わりに、トポロジー（Topologie）という語を導入した。ただし、リスティングは Musterschule の師ミュラー（Müller）に宛てた1836年付の手紙で既にこの語を用いている。1858年、メビウスと同時期にメビウスの帯の性質を独自に発見し、高次の捩れを持つ帯（paradromic な帯）の性質を探究した。位相不変量であるリスティング数を発見した。
眼科学におけるリスティングの法則は、目の三次元的な動きについて述べるものである。
測地学においてリスティングは、指導教員のガウスが以前に概念化していた、
仮想的な地球の形状を意味するジオイド（Geoid）を造語した。